# ليمونينة
الليمونينة (الاسم العلمي:Citrinae) هي تحت قبيلة من النباتات تتبع الفصيلة السذابية من رتبة الصابونيات.

## أجناس الليمونينة
- الليمون